# Horizonring

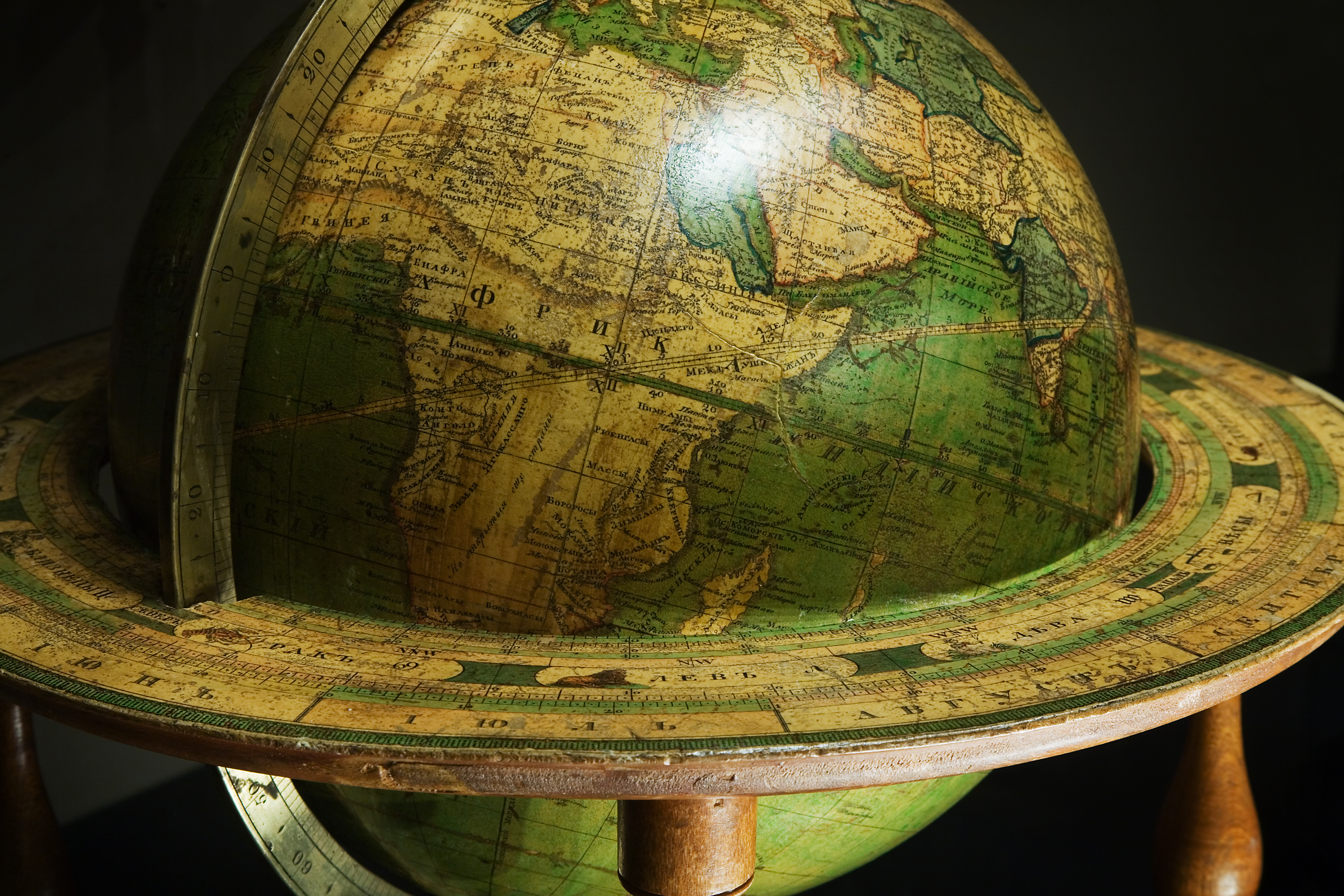
Een globe met een bedrukte horizonring

Een horizonring is een onderdeel van een globe en van de ophanging ervan. 
De horizonring staat ook symbool voor het horizonvlak dat de scheiding vormt tussen het zichtbare en het onzichtbare deel van de (sterren)hemel. De horizonring is tevens onderdeel van het onderstel van een globe. Vanaf de tijd van Mercator steunden globes met hun horizonring meest op vier houten poten. De horizonring werd beschilderd, gegraveerd of van een gedrukte ring voorzien, waarop punten van een windroos waren aangegeven, de 360° die de omtrek van de Aarde meet, maanden, sterrenbeelden, e.d.

## Navigatie
Een globe draait om zijn as binnen een meridiaanring, die op zijn beurt in een horizontale ring is gevat, maar wel vrij kan draaien. Zodoende kan de bol in alle richtingen bewogen worden. Het is mogelijk twee punten op de bol te markeren en de globe zo te draaien dat beide op de horizonring liggen. Een rechte lijn langs de horizonring geeft de kortste afstand tussen die punten. Deze berekening komt overeen met grootcirkelnavigatie en lange tijd was een globe mede een instrument voor wetenschappelijke en navigatiedoeleinden. 
In de loop van de negentiende eeuw verloor de globe dat belang en werd het een massaproduct voor thuis of op school. Uit kostenoverwegingen werden globes eenvoudiger uitgevoerd. Sindsdien hebben niet alle globes meer een horizonring.  